# Podvrh, Sevnica
Podvrh este o localitate din comuna Sevnica, Slovenia, cu o populație de 89 de locuitori.